# Dendrobeania ortmanni
Dendrobeania ortmanni är en mossdjursart som beskrevs av Androsova 1958. Dendrobeania ortmanni ingår i släktet Dendrobeania och familjen Bugulidae. Inga underarter finns listade i Catalogue of Life.